# Gombár Judit
Gombár Judit (Budapest, 1937. szeptember 13. – Győr, 2016. május 28.) Jászai Mari-díjas magyar díszlet- és jelmeztervező, pedagógus, egyetemi tanár, érdemes művész.

## Életpályája
Szülei: Gombár András és Horváth Erzsébet. 1955-1957 között a Színház- és Filmművészeti Főiskola hallgatója volt. 1958–1963 között az Iparművészeti Főiskola diákja, a Pécsi Nemzeti Színház tagja, ekkor került kapcsolatba a balettel Pécsett és az Operában, szerződött tervező Szegeden, Kecskeméten, Szolnokon és a Népszínházban is. Minden tervezői területen (film, TV stb.) dolgozott. 1972-1979 között Maurice Béjart társulatánál dolgozott.
1979-től a Győri Balett egyik alapítója, vezetője, díszlet- és jelmeztervezője, szövegkönyvírója. 1991–1992 között a győri művészeti középiskola igazgatója, majd oktatója volt. 1992-től nyugdíjas. Dolgozott az Operaházban, a Győri Balettnél, a Nemzeti Színházban, Székesfehérvárott, Budaörsön és Komáromban. 
1998-tól a Magyar Táncművészeti Főiskola és a Shakespeare Akadémia tanára volt. 2000-től a Maladypénél és a Bárka Színházban tevékenykedett. 2008-tól főiskolai magántanár volt.
A Színházi Adattárban regisztrált utolsó bemutatója: Goethe: Egmont (Maladype Bázis – 2012. november 18.)

## Színházi munkái

### Szerzőként
A Színházi Adattárban regisztrált bemutatóinak száma: 1.
- Szerelmem, Josephin! (1996)

### Színészként
A Színházi Adattárban regisztrált bemutatóinak száma: 2.
- Innocent-Kállai-Szenes: Tavaszi keringő....Éva

### Rendezőként
A Színházi Adattárban regisztrált bemutatóinak száma: 1.
- Gombár Judit: Szerelmem, Josephin! (1996)

### Bábtervezőként
A Színházi Adattárban regisztrált bemutatóinak száma: 3.
- Sullivan: A Mikádó (2007)
- Goethe: Faust (2009)
- Grimm testvérek: Csipkerózsika (2010)

### Díszlettervezőként
A Színházi Adattárban regisztrált bemutatóinak száma: 47.
(j)=Jelmeztervező is
| - Mocsár Gábor: Mindenki városa (1970) (j) - Kuan Han-Csing: Tou O igaztalan halála (1971) (j) - Szigligeti Ede: A cigány (1971) (j) - Örsi Ferenc: Princ, a civil (1972) (j) - Strauss: Karnevál Rómában (1976) (j) - Svarc: Hétköznapi csoda (1978) (j) - William Shakespeare: Rómeó és Júlia (1978) (j) - Camus: Caligula (1986) (j) - Madách Imre: Az ember tragédiája (1988) (j) - William Shakespeare: Lear király (1989) (j) - Büchner: Danton halála (1990) (j) - William Shakespeare: Szentivánéji álom (1991) (j) - Gyurkovics Tibor: Halálsakk (1991) (j) - Páskándi Géza: Tornyot választok (1992) (j) - Zalán Tibor: Hová, hová Hétrőfös? (1992) - William Shakespeare: Macbeth (1992) (j) - Presser Gábor: Képzelt riport egy amerikai popfesztiválról (1993) (j) - Csehov: Cseresnyéskert (1995) (j) - Gombár Judit: Szerelmem, Josephin! (1996) (j) - Szigligeti Ede: Liliomfi (1998) (j) - Pessoa: Ez az ősi szorongás... (1999) (j) | - Karinthy Ferenc: Dunakanyar (2001) - Lewis: Alice Csodaországban (2002) - Ionesco: Jacques vagy a behódolás (2002) (j) - Coward: Akt hegedűvel (2003) (j) - Ghelderode: Bolondok iskolája (2003) (j) - Defoe: A szépséges tolvajnő (2003) (j) - Weöres Sándor: Theomachia (2003) (j) - Heltai Jenő: Bernát (...aki szalma) (2004) (j) - O’Neill: Vágy a szilfák alatt (2004) (j) - Calerón de la Barca: A világ nagy színháza (2004) (j) - Arisztophanesz: Madarak (2004) (j) - Genet: Négerek (2004) (j) - Maeterlinck: Pelléas és Mélisande (2005) (j) - Móra Ferenc: Aranykoporsó (2005) (j) - Alechem: Marienbad (2005) (j) - Hölderlin: Empedoklész (2005) (j) - Wyspiański: Akropolisz (2006) (j) - Osztrovszkij: Vihar (2007) (j) - Büchner: Leonce és Léna (2008) (j) - Webster: Amalfi hercegnő (2009) (j) |

### Jelmeztervezőként
A Színházi adattárban regisztrált bemutatóinak száma: 229
| - Lope de Vega: A kertész kutyája (1961) - Jacobi Viktor: Leányvásár (1961, 1963) - Marinkovic: Glória (1961) - Tabi László: Különleges világnap (1961) - Gosztonyi-Kincses: Európa elrablása (1961) - Molnár Ferenc: Játék a kastélyban (1961) - Gibson: Libikóka (1961) - Mozart: Szöktetés a szerájból (1961) - Miller: A salemi boszorkányok (1961) - Dosztojevszkij: Bűn és bűnhődés (1961) - Kálmán Imre: Cirkuszhercegnő (1962) - William Shakespeare: Rómeó és Júlia (1962) - Trinner: Nem angyal a feleségem (1962) - Purcell: Etűdök (1962) - Decsényi János: Képtelen történet (1962) - Szőllősy András: Oly korban éltem... Gondolatok egy Radnóti versről (1962) - Gulyás László: Pókháló (1962) - Puccini: Tosca (1962) - Dumas: London királya (1962) - Dumas: Három testőr (1962) - Csiky Gergely: A nagymama (1962) - Strauss: Cigánybáró (1962, 1981) - Kisch-Tóth: Az ellopott város (1962) - Kálmán Imre: Bajadér (1962) - Ábrahám Pál: Bál a Savoyban (1962) - Rostand: Cyrano de Bergerac (1962) - Tolsztoj: Háború és béke (1962) - Kertész Imre: Bekopog a szerelem (1962) - Victor Hugo: Ezer frank jutalom (1962) - Couperin: Etűdök N. 2. (1962) - Maros Rudolf: Hétköznapi requiem (1962) - Rossini: Nyitány (1962) - Bukovy: Hirosima 1945 (1962) - Kertész Imre: Csacsifogat (1963) - Akszjonov: Kollégák (1963) - Hajdu Júlia: Füredi komédiások (1963) - Anouilh: Erkölcsös szerelem (1963) - Molnár Ferenc: Liliom (1963, 1968) - Monteverdi: Könyörtelenek bálja (1963) - Menotti: A médium (1963) - Dunai Ferenc: A nadrág (1963) - Rossini: A sevillai borbély (1963, 1981) - Ábrahám Pál: Haway rózsája (1963) - Victor Hugo: A királynő kegyence (1963) - Pályi András: A tigris (1963) - Molnár Ferenc: Hattyú (1963) - Verdi: Don Carlos (1963, 1973) - Gorkij: Éjjeli menedékhely (1963) - Huszka Jenő: Aranyvirág (1964) - William Shakespeare: Hamlet, dán királyfi (1964) - O'Neill: Amerikai Elektra (1964) - Feydeau: Osztrigás Mici (1964) - Vivaldi: Etűdök kékben (G-moll concerto, D-dúr concerto, F-dúr concerto) (1964) - Láng István: Hiperbola (1964) - Kincses József: Mit takar a kalapod? (1964) - Szabó László: A pulóveres Daphnis és Cloé (1964) - Delibes: Lakné (1964) - William Shakespeare: A windsori víg nők (1964) - Bartók Béla: A fából faragott királyfi (1964) - Huszka Jenő: Mária főhadnagy (1964) - William Shakespeare: Richard III. (Harmadik Richard) (1964) - Sosztakovics: Kisvárosi Lady Macbeth (1964) - Brecht: A kivétel és a szabály (1964) - Brecht: Antigoné (1964) - Csehov: Három nővér (1965) - Monnot: Irma, te édes (1965) - Williams: Nyár és füst (1965) - Mozart: Don Juan (1965) - Müller Péter: Márta (1965) - Zerkovitz Béla: Csókos asszony (1965) - Madách Imre: Az ember tragédiája (1965) - William Shakespeare: Lear király (1965) - Gorkij: Az anya (1965) - Donizetti: Lammermoori Lucia (1965, 1970, 1980, 1986, 1988, 1994, 2000, 2006) - Vészi Endre: Ember a szék alatt (1966) - Márkus György: Az Olympikon (1966) - Kálmán Imre: Az ördöglovas (1966) - Baldwin: Ének Charlie úrért (1966) - Janacek: Jenufa (1966) - Sartre: A legyek (1966) - Williams: Amíg összeszoknak (1966) - Kövesdi Nagy Lajos: Szegény kis betörő (1966) | - Kállai István: A csodabogár (1966) - Gáli József: A tűz balladája (1967) - Molnár Ferenc: Doktor úr (1967) - Miller: Pillantás a hídról (1967) - García Lorca: Marianita (1967) - Hámori Ottó: Oké, Mister Kovács (1967) - Loewe: My fair lady (1967) - Szirmai Albert: Mágnás Miska (1967) - Miller: A bűnbeesés után (1968) - Gosztonyi János: A sziget (1968) - Móricz Zsigmond: Csibe (1968) - Offenbach: Szép Heléna (1968) - Örkény István: Tóték (1968) - Dobos Attila: Isten véled, édes Piroskám (1968) - Lendvay Kamilló: Knock out (1968) - Gáspár Margit: Az állam én vagyok (1968) - Arisztiphanész: Lüszisztraté (1968) - Dékány-Baróti: Dankó Pista (1969) - Kosztolányi Dezső: Édes Anna (1969) - Maugham: Imádok férjhezmenni (1969) - Móra Ferenc: Négy apának egy leánya (1969) - Gyulai Gál János: Hét pofon (1969) - Fall: Sztambul rózsája (1969) - Shaffer: Játék a sötétben (1970) - Miller: Alku (1970) - Németh László: Az írás ördöge (1970) - Giraudoux: Párizs bolondja (1970) - Lehár Ferenc: Luxemburg grófja (1970, 1983) - Mozart: Don Giovanni (1970) - Hauptmann: Naplemente előtt (1970) - Saroyan: Halló, ki az? (1970) - Madách Imre: Mária királynő (1970) - Erkel Ferenc: Sarolta (1971) - Dunajevszkij: Fehér akácok (1971) - Móricz Zsigmond: Nem élhetek muzsikaszó nélkül (1971) - Illyés Gyula: Bölcsek a fán (1971) - Strauss: A rózsalovag (1971) - Csehov: Ványa bácsi (1971) - Ábrahám Pál: Viktória (1971) - Fényes Szabolcs: Maya (1971-1972) - Feiffer: Apró-cseprő gyilkosságok (1971) - Sarkadi Imre: Sipos család (1971) - Huszka Jenő: Gül Baba (1971) - Wilde: Hazudj igazat! (1971) - William Shakespeare: Macbeth (1972) - Niccodemi: Tacskó (1972) - Szophoklész: Antigoné (1972) - Scarnicci-Tarabusi: Kaviár és lencse (1972) - Shaw: Bolondok háza (Megtört szívek háza) (1972) - Bárdos Pál: Úriszék (1972) - Gyárfás Miklós: Panegyricus (1972) - Massenet: Manon (1972) - Darvas-Királyhegyi: Lopni sem szabad (1972) - Verdi: A trubadúr (1972) - Ravel: Pásztoróra (1973) - Offenbach: Hoffmann meséi (1974, 1981) - Tamási Áron: Ősvigasztalás (1976, 1983) - Jarry: Übü király (1977) - Wasserman: La Mancha lovagja (1977) - Wilde: Salome (1978) - Heltai Jenő: A néma levente (1978) - Monteverdi: Tankréd és Clorinda párviadala (1978) - Marlowe: Doktor Faustus (1978) - Ruzante: A csapodár madárka (1979) - Horgas Béla: Ciki, te boszorkány (1979) - Csukás István: Pintyőke cirkusz, világszám (1979) - Arbuzov: Egy szerelem története (Irkutszki történet) (1979) - Füst Milán: Negyedik Henrik király (1979) - McCoy: A lovakat lelövik, ugye? (1980) - Pancsev: Mese a négy sapkáról (1981) - Gozzi: Turandot, a kínai hercegnő (1981) - Kodály Zoltán: Háry János (1983) - Márai Sándor: A kassai polgárok (1991-1992) - William Shakespeare: Antonius és Cleopatra (1991) - Cimarosa: A titkos házasság (1991) - Molière: Dandin György, vagy a megcsalt férj (1992) - Illyés Gyula: Különc (1993) - Szigligeti Ede: Liliomfi (1993) - Keyes: Virágot Algernonnak (1994) - Mikszáth Kálmán: Szent Péter esernyője (1996) - Wesker: Annie Wobbler (1997) - Carroll: Alice Csodaországban (1997) - William Shakespeare: A makrancos hölgy (1998) - Fejes Endre: Vonó Ignác (2000) |

## Filmjei
- Kötelék (1968)
- Irgalom (1973)
- Hét tonna dollár (1973)
- Bolondok bálja (1978)
- Pintyőke cirkusz, világszám! (1980)
- Jézus az ember fia (1986)
- Peer Gynt (1988)
- Az a nap a mienk (2002)

## Kötetei
- Jelmeztörténet, 4.; Népművelési Intézet, Bp., 1963 (Színjátszó akadémia)
- A színjáték művészete. Tankönyv a színjátszócsoportok és irodalmi színpadok szakmai vezetőinek oktatásához; tan. Ardó Mária et al., szerk. Keleti István; NPI, Bp., 1980–1981
  - 1. Dráma és környezet
  - 2. A rendező munkája

## Díjai
- Jászai Mari-díj (1984)
- Pro Urbe Győr (1992)
- Hevesi Sándor-díj (2000)
- Magyar Köztársasági Arany Érdemkereszt (2005)
- Táncművészetért (2007)
- A Magyar Köztársasági Érdemrend lovagkeresztje (2011)
- Érdemes művész (2016)